# けんじワールド
けんじワールドは、岩手県雫石町の「ホテル森の風鶯宿」内にかつて存在したウォーターアミューズメントパークである。1995年営業開始、2013年閉館。

## 概要
ホテル東日本株式会社のグループ企業として、総事業費250億円で1995年竣工。東北では福島県いわき市のスパリゾートハワイアンズに次ぐ規模のウォーターパークとなっていた。隣接する「ホテル森の風鶯宿」とともにリゾート事業を担う。
内部には、最高1.5mの高波の出るプール・300メートルの流れるプール・高低差11メートルのウォータースライダーなど無料アトラクションの他、水着で入れるワールプール・エステ・レストランなどが設置されている。特にも繁忙期には、これらのアトラクションを利用してボディーボードアトラクションや子供参加型イベントなどが行われる。ターザンジャンプというイベントがあり、ロープにつかまってプールに飛び込む事も出来る。
末期は季節営業となり、ゴールデンウイーク・夏休み期間の営業のみとなっていた。同施設内の日帰り温泉施設「銀河温泉・森のしずく」は閉館した。
ホテル森の風鶯宿とは連絡通路でつながっている。
2013年5月16日に運営元のホテル東日本がけんじワールドを同年8月いっぱいで閉館することを発表し、予定通り2013年8月25日に閉館した。季節営業になってから赤字経営が続いたという。
2014年7月26日、跡地にガーデニング公園「フラワー&ガーデン森の風」がオープンした。
これに伴い、日帰り入浴は｢ホテル森の風鶯宿｣本館にて対応している。

## 料金
かつてはワイルドブルーヨコハマを意識してか、料金も高めで中人（中高生）料金があったが、末期は値下げされ中人料金は廃止されていた。

## グループ企業
- ホテル東日本盛岡
- ホテル東日本宇都宮
- ホテル森の風鶯宿
- ホテルタザワ
- 沢内銀河高原ホテル

## アクセス
- JR盛岡駅(西口)から無料シャトルバスで40分[3]
- JR盛岡駅(東口)10番のりばから岩手県交通鶯宿温泉行き路線バスに乗車し、「老人いこいの家前」バス停下車。徒歩5分。
- 東北自動車道盛岡ICから車で25分
- 花巻空港から車で55分

## プラネタリウム
プール以外にもプラネタリウムを所有していた。1996年オープン。日本ではじめてのデジタルプラネタリウム・ディジスターを設置したプラネタリウムだったが、2002年1月15日をもって閉館した。当時の料金は大人800円、中人600円、小人400円だった。

## 周辺施設
- 小岩井農場
- 盛岡手づくり村
- つなぎ温泉
- つなぎスイミングセンター（屋外プール。1985年(昭和60年)営業開始 - 2004年度(平成16年度)営業終了）
- 御所ダム
- 鶯宿温泉
- JR雫石駅